# Sworn to the Dark
Sworn to the Dark är black metal-bandet Watains tredje studioalbum, utgivet den 19 februari 2007 av Season of Mist.

## Låtlista
1. "Legions of the Black Light" - 8:04
2. "Satan's Hunger" - 06:46
3. "Withershins" - 1:02
4. "Storm of the Antichrist" - 4:15
5. "The Light That Burns the Sun" - 7:04
6. "Sworn to the Dark" - 5:03
7. "Underneath the Cenotaph" - 4:12
8. "The Serpent's Chalice" - 6:42
9. "Darkness and Death" - 4:13
10. "Dead But Dreaming" - 2:05
11. "Stellarvore" - 8:17

## Medverkande musiker
- Erik Danielsson - sång, bas, textförfattande
- Håkan Jonsson - trummor
- Pelle Forsberg - gitarr